# Regierungsbezirk Kassel

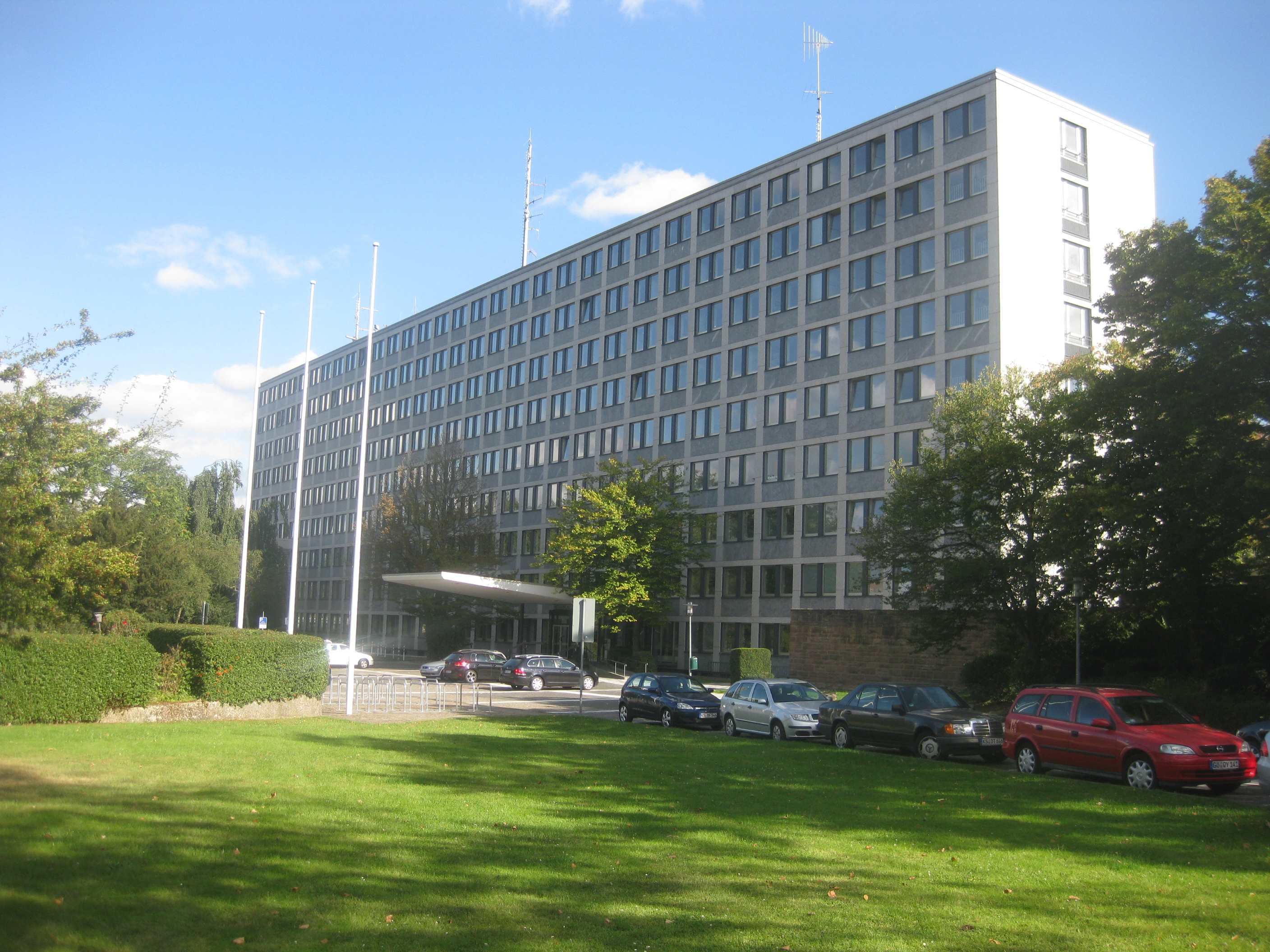
Gebäude des Regierungspräsidiums in Kassel, entworfen von Walter Freiwald

Der Regierungsbezirk Kassel ist einer von drei Regierungsbezirken im deutschen Land Hessen. Der Sitz des Regierungspräsidiums ist in der nordhessischen Großstadt Kassel.
Er liegt im Norden und Osten des Landes und ist flächenmäßig mit 8289 km² der größte der drei hessischen Regierungsbezirke (Darmstadt 7445 km², Gießen 5381 km²). In der Anzahl der Einwohner rangiert der Regierungsbezirk Kassel mit 1,22 Millionen Einwohnern hinter Darmstadt (3,81 Millionen Einwohner) an zweiter Stelle knapp vor Gießen (1,04 Millionen Einwohner).
Im Vergleich mit dem BIP pro Kopf der EU ausgedrückt in Kaufkraftparität erreicht die Region einen Index von 115 (EU-28=100) (2015).

## Geschichte
Die Geschichte des Regierungsbezirks Kassel geht zurück bis ins Jahr 1866. Damals wurde das Kurfürstentum Hessen von Preußen infolge des Deutschen Kriegs annektiert. Durch eine Verordnung vom 22. Februar 1867 wurde der Regierungsbezirk Cassel gebildet und dann am 7. Dezember 1868 mit dem Regierungsbezirk Wiesbaden zur Provinz Hessen-Nassau vereinigt. Innerhalb dieser Provinz bildete das ehemalige Kurfürstentum Hessen den Regierungsbezirk Cassel, ab 4. Dezember 1926 Kassel geschrieben. 1929 wurde dem Regierungsbezirk der aufgelöste Freistaat Waldeck (ehemaliges Fürstentum Waldeck) zugeordnet.
Bei der Umwandlung der Provinz Hessen-Nassau 1944 in die Provinzen Kurhessen und Nassau wurden die Kreise Gelnhausen, Hanau und Schlüchtern sowie die kreisfreie Stadt Hanau dem Regierungsbezirk Wiesbaden überführt. Der Landkreis Herrschaft Schmalkalden wurde an die Provinz Sachsen abgegeben.
Der Regierungsbezirk Kassel wurde 1945 bei Bildung des Landes Hessen als einer von zunächst drei Regierungsbezirken (neben Darmstadt und Wiesbaden) errichtet.
Er umfasste die kreisfreien Städte Fulda, Kassel und Marburg an der Lahn sowie die Landkreise Eschwege, Frankenberg, Fritzlar-Homberg, Fulda, Hersfeld, Hofgeismar, Hünfeld, Kassel, Marburg, Melsungen, Rotenburg an der Fulda, Wolfhagen, Waldeck, Witzenhausen und Ziegenhain.
Bei der Gebietsreform in Hessen, die im Wesentlichen zwischen 1972 und 1979 vollzogen wurde, wurden die Landkreise zu größeren Verwaltungseinheiten zusammengeschlossen sowie die kreisfreien Städte Marburg und Fulda in die umliegenden Landkreise integriert.
| Homberg (Efze) |

| Kassel |

| Eschwege |

| Bad Hersfeld |

| Fulda |

| Korbach |

Mit Bildung des neuen Regierungsbezirks Gießen im Jahre 1981 gab man den inzwischen neu gebildeten Landkreis Marburg-Biedenkopf an den neuen Regierungsbezirk Gießen ab. Seither umfasst der Regierungsbezirk Kassel die kreisfreie Stadt Kassel und die sechs Landkreise Kassel, Werra-Meißner, Waldeck-Frankenberg, Schwalm-Eder, Hersfeld-Rotenburg und Fulda mit der Sonderstatusstadt Fulda.

## Zuständigkeiten und Aufgaben

### Zentrale Bußgeldstelle des Landes Hessen
Im Regierungspräsidium Kassel ist die Zentrale Bußgeldstelle des Landes Hessen untergebracht. Diese übernimmt landesweit die Ahndung von begangenen Verkehrsordnungswidrigkeiten, die von der Landespolizei und/oder den Ordnungsbehörden angezeigt werden.

### Hessische Bezügestelle
Seit dem 1. Januar 2022 gehört die Hessische Bezügestelle als Abteilung VI zum Regierungspräsidium Kassel mit Standorten in Kassel und Wiesbaden.
Die Hessische Bezügestelle ist zuständig für die Festsetzung, Berechnung und Zahlbarmachung der Bezüge für die Landesbediensteten und Tarifbeschäftigten, sowie für die Berechnung und Zahlbarmachung der Versorgungsbezüge der Ruhestandsbeamtinnen und -beamten des Landes sowie deren Hinterbliebene. Des Weiteren ist sie zuständig für die Abrechnung von Reisekosten, Trennungsgeld und Umzugskosten.

## Regierungspräsidenten in Kassel

### Provinz Hessen-Nassau
- 1867–1872: Eduard von Moeller
- 1872–1876: Ludwig von Bodelschwingh
- 1876–1881: August von Ende
- 1881–1886: Botho zu Eulenburg
- 1886–1887: Eduard von Magdeburg
- 1887–1893: Anton Rothe
- 1893–1899: Max Clairon d’Haussonville (1836–1899)
- 1899–1905: August von Trott zu Solz
- 1905–1919: Percy von Bernstorff
- 1919–1926: Gustav Springorum
- 1926–1927: Otto Stoelzel
- 1927–1933: Ferdinand Friedensburg
- 1933–1944: Konrad von Monbart

### Provinz Kurhessen
- 1944–1945: Ernst Beckmann

### Land Hessen
- 1945–1962: Fritz Hoch
- 1962–1975: Alfred Schneider
- 1975–1979: Burghard Vilmar
- 1979–1984: Heinz Fröbel
- 1984–1987: Burghard Vilmar
- 1987–1991: Ernst Wilke
- 1991–1993: Ilse Stiewitt
- 1993–1996: Inge Friedrich
- 1996–1999: Bertram Hilgen
- 1999–2003: Oda Scheibelhuber
- 2003–2009: Lutz Klein
- 2009[9]–2019: Walter Lübcke
- 2019–2022: Hermann-Josef Klüber[10]
- seit 2022: Mark Weinmeister

## Historische Quellen
Die schriftlichen Quellen zur Geschichte der Regierungspräsidenten von Kassel, ihrer Verwaltung und ihres Amtsbezirks bewahrt heute hauptsächlich das Hessische Staatsarchiv Marburg auf.